# City of Norwich
City of Norwich är ett distrikt (motsvarande kommun) i grevskapet Norfolk i England, Storbritannien. Distriktet har 144 525 invånare (2022). Det omfattar staden Norwich. Distriktet har inga civil parishes.